# Преброяване на населението в Царство България (1934)
Преброяването на населението в Царство България през 1934 година се провежда на 31 декември. То се извършва по силата на Закона за общите преброявания и Указ № 2 от 18 април 1934 г. За първи път в програмата на преброяването са включени промишлените и търговските стопанства. Данните за населението са обвързани с данни за икономиката. За първи път се обхваща образователната структура на населението, с което се поставят основите на статистиката на образованието. Разширена е информацията за броя на децата в семействата на разведените и овдовелите жени. Разработват се подробно данни за структурата на домакинствата в България по вид и състав.
Отделят се необходимото време и ресурси за подготовка на населението за участие в преброяването. Като част от разяснителната кампания през декември 1934 г. служители на Главната дирекция на статистиката организират и провеждат конференции във всички градове и много села на околиите. За да се спечели доверието на населението, се изнасят беседи, отпечатват се позиви, в ежедневниците се публикуват статии и апели. Към българското учителство се отправя призив не само да вземе пряко и активно участие, но и да събуди у своите питомци интерес към преброяването. Министерството на просветата предписва на учителите в периода 17–20 декември да разяснят на учениците в два учебни часа ползата от него и да ги запознаят с всички видове преброителни карти и начини за попълването им.
Преброяването започва в определения ден в цялата страна, във всичките 5752 населени места. С тази общонационална задача са ангажирани 45 112 преброители, като 6151 от тях са агент-контрольори. На всеки преброител се падат 135 преброени лица.

## Резултати

### Етнически състав
Численост и дял на етническите групи:
| Етническа група    | Численост | Дял (в %) |
| Общо               | 6 077 939 | 100.00    |
| Българи            | 5 204 217 | 85.62     |
| Турци              | 591 193   | 9.72      |
| Цигани             | 149 385   | 2.45      |
| Друга              | 133 144   | 2.19      |
| Не се самоопределя | –         | –         |

### Вероизповедание
Численост и дял на населението по вероизповедание:
| Вероизповедание            | Численост | Дял (в %) |
| Общо                       | 6 077 939 | 100.00    |
| Православие                | 5 128 890 | 84.38     |
| Ислям                      | 821 298   | 13.51     |
| Юдаизъм                    | 48 398    | 0.79      |
| Католицизъм                | 45 704    | 0.75      |
| Армено–грегорианска църква | 23 476    | 0.38      |
| Протестантство             | 8371      | 0.13      |
| Друго и непоказано         | 1802      | 0.02      |